# Nāḩiyat al Ḩarāk
Nāḩiyat al Ḩarāk (arabiska: ناحية الحراك) är ett subdistrikt i Syrien.   Det ligger i provinsen Dar'a, i den sydvästra delen av landet, 80 km söder om huvudstaden Damaskus.
Omgivningarna runt Nāḩiyat al Ḩarāk är i huvudsak ett öppet busklandskap. Runt Nāḩiyat al Ḩarāk är det ganska tätbefolkat, med 139 invånare per kvadratkilometer.